# Dünnschichttransistor

Schema eines Dünnschichttransistors in der Aufbauvariante „staggered bottom-gate“ (gestapelt mit untenliegendem Gate)

Ein Dünnschichttransistor (englisch thin-film transistor, kurz TFT) ist ein spezieller Feldeffekttransistor mit isoliertem Gate (IGFET, auch MISFET), mit dem großflächige elektronische Schaltungen hergestellt werden können. Der Dünnschichttransistor wurde Anfang der 1960er Jahre von Paul K. Weimer in den RCA Laboratories entwickelt.

## Aufbau

Grundlegende Aufbauvarianten von Dünnschichttransistoren

Der Aufbau eines Dünnschichttransistors entspricht dem Schema des bekannten Metall-Oxid-Halbleiter-Feldeffekttransistors (MOSFET), der am häufigsten verwendeten IGFET-Variante. Die wesentlichen Unterschiede bestehen – neben den typischerweise verwendeten Materialien – in der nachträglich aufgebrachten Halbleiterschicht und dem häufig großflächig gestalteten Gate, das heißt, Source bzw. Drain und das Gate liegen häufig übereinander.
Hinsichtlich des Aufbaus lassen sich Dünnschichttransistoren zum einen in „bottom-gate“ (dt. unten liegendes Gate, auch top-contact, dt. oben liegende Source/Drain-Kontakte genannt) und „top-gate“ (dt. oben liegendes Gate, auch bottom-contact, dt. unten liegende Source/Drain-Kontakte genannt), zum anderen in „staggered“ (dt. gestapelt) und „coplanar“ (dt. in der gleichen Ebene liegend) unterschieden. Es gibt damit vier Grundvarianten im Schichtaufbau. Bei der abgebildeten Variante handelt es sich um einen „staggered bottom-gate TFT“ also einen „gestapelten Dünnschichttransistor mit unten liegendem Gate“. Hierbei ist das zuerst abgeschiedene Gate (bottom-gate) und die Source/Drain-Kontakte durch einen Schichtstapel aus Dielektrikum und Halbleiter getrennt (staggered). In der entgegengesetzten Variante dem „coplanar top-gate TFT“, wäre das Gate zuletzt (nach dem Source-/Drain-Kontakt, dem Halbleiter und dem Dielektrikum) abgeschieden worden und das Halbleitermaterial würde sich nur zwischen dem Source- und dem Drain-Kontakt befinden, das heißt, die Kontakte berühren direkt das Dielektrikum.
Als aktiver Halbleiter kommt dabei meistens hydrogenisiertes amorphes Silizium (α-Si:H) zum Einsatz, das z. B. mittels eines Excimerlasers in polykristallines Silizium umgewandelt werden kann. Des Weiteren werden Verbindungshalbleiter wie Cadmiumselenid (CdSe) und transparente Metalloxide wie Zinkoxid eingesetzt. Andere Materialien, wie sie zum Beispiel bei organische Feldeffekttransistoren eingesetzt werden, sind Gegenstand aktueller Forschung (Stand: 2009).

## Anwendung

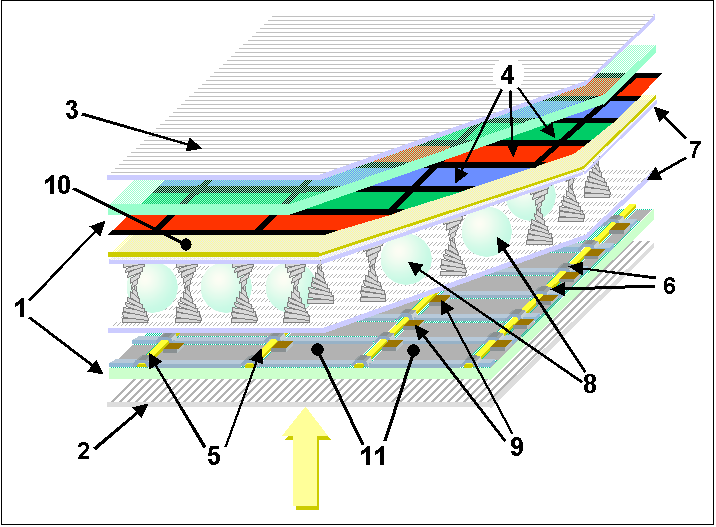
Schnitt durch ein TFT-Display. Die Dünnschichttransistoren sind im unteren Bereich mit (9) bezeichnet.

Eine weit verbreitete Anwendung ist die Orientierung von Flüssigkristall-Flachbildschirmen, bei denen pro Bildschirmpunkt drei Transistoren zum Einsatz kommen. Diese Bauart von Displays ist als Matrix-LCD bekannt, wird aber umgangssprachlich häufig auch als TFT-Display bezeichnet. In PDAs werden häufig transreflektive, TFT-basierte LCDs verwendet, die auch im Freien genutzt werden können.
Analog dazu werden auch in Bildschirmen auf Basis von organischen Leuchtdioden (OLED) Dünnschichttransistoren eingesetzt.